# イートン・メス
イートン・メス（英語: Eton mess）とは、ストロベリー、メレンゲ、クリームを混ぜて作られるイングランドの伝統的なデザートである。イートン校対ハーロー校のクリケット対抗戦で、昔から出されてきた。この菓子は19世紀からその名が知られている。イートン校の司書だったロビン・ウィアーが著した料理本『Recipes from the Dairy』(1995年)によると、イートン・メスは、1930年代には校内の売店である「sock shop」でアイスクリームやクリームの中に、ストロベリーかバナナを入れて、イートン校独自の製法で提供されていた。メレンゲを加えるようになったのは、それ以降のことであり、マイケル・スミスが著した『Fine English Cookery』（1973年）でも触れられている。イートン・メスはあらゆるフルーツを使って作られるが、ストロベリーが最もポピュラーな材料である。
似たデザートとして、ランシング・メスというものもある。これはランシング・カレッジ（イングランド・ウェスト・サセックス）で長年にわたって提供されてきた菓子である。
メス（mess）という用語は、「皿に並べられたさま」、「料理の量の多さ」、特に「柔らかい食物を用意すること」や「材料を混ぜ合わせて、一緒に食べること」を意味している。最近の説では、イートン・メスはイートン校の遠足で、メレンゲの菓子が犬に踏みつぶされてしまったことから着想を得てできたというものもあるが、この料理は、メレンゲをストロベリーやクリームと共に潰して提供される。